# Auguste Barth
Auguste Barth, właściwie Marie Étienne Auguste Barth (ur. 22 marca 1834 w Strasburgu, zm. 15 kwietnia 1916 w Paryżu) – francuski indolog i epigrafista, autor dzieła Les religions de l'Inde, syntetycznego studium nt. religii Indii. Członek zagraniczny Królewskiej Holenderskiej Akademii Sztuk i Nauk.

## Publikacje
- 1879: Les religions de l'Inde
- 1885: Inscriptions sanscrites du Cambodge
- 1913-19: Mémoires concernant l'Asie orientale, publiés par l'Académie des inscriptions et belles-lettres sous la direction de MM. Senart, Barth, Chavannes, Cordier (3 tomy)
- 1914-27: Quarante ans d'indianisme : œuvres de Auguste Barth, recueillies à l'occasion de son quatre-vingtième anniversaire (5 tomów)